# فريدريك دبليو. غيب
فريدريك دبليو. غيب (بالإنجليزية: Frederick W. Gibb)‏ هو عسكري أمريكي، ولد في 24 يوليو 1908 في نيويورك في الولايات المتحدة، وتوفي في 6 سبتمبر 1968 في Andrews Air Force Base ‏ في الولايات المتحدة.